# Jasionka (gmina)
Jasionka – dawna gmina wiejska istniejąca do 1928 roku na Lubelszczyźnie. Siedzibą gminy była Jasionka.
W okresie międzywojennym gmina Jasionka należała do powiatu siedleckiego w województwie lubelskim. Była to najmniej ludna gmina województwa lubelskiego w 1921 roku (1388 mieszkańców).
1 kwietnia 1928 roku gmina została zniesiona a jej terytorium włączono do gmin Wiśniew, Zbuczyn i Czuryły.